# Ernst Otto Beckmann
Ernst Otto Beckmann (Solingen, Imperio alemán, 4 de julio de 1853 - Berlín, Alemania, 13 de julio de 1923) fue un químico alemán conocido por inventar el termómetro diferencial de Beckmann y descubrir la transposición de Beckmann.

## Biografía
Era el hijo del industrial Johannes Friedrich Wilhelm Beckmann, cuya mayor fábrica producía tintes minerales, pigmentos y productos abrasivos. Fue en aquella fábrica donde Ernst Beckmann realizó sus primeros experimentos químicos. A la edad de 17 años fue persuadido por su padre para estudiar farmacia en lugar de química, y en 1870 fue a estudiar a Elberfeld. No obstante, Beckmann no se contentó con las condiciones de trabajo y regresó a casa, con la consecuente decepción de su padre. Posteriormente volvió a Elberfeld para acabar su carrera. Acabados sus estudios trabajó en varias farmacias de las localidades de Arolsen, an der Burg Wupper, Leipzig y Colonia.
Con tal de mejorar sus conocimientos, en 1874 fue a estudiar un año junto con Carl Remigius Fresenius en Wiesbaden. En 1875 se trasladó a la Universidad de Leipzig, donde fue alumno de los químicos Hermann Kolbe y Ernst von Meyer, y consiguió graduarse en 1878.
Después de un año de servicio militar voluntario como farmacéutico, Beckmann comenzó a estudiar toxicología en la Technische Hochschule de Brunswick con Robert Otto, recibiendo su título en 1882. Regresó a Leipzig para trabajar como profesor con Kolbe, pero el título que tenía no era suficiente para esta posición y en 1883 tuvo que realizar estudios de latín, griego e historia. Una vez realizados pudo trabajar en Leipzig. Kolbe murió en 1884 y fue sucedido por uno de sus críticos, Johannes Wislicenus. Este hecho pudo haber truncado la carrera académica de Beckmann, pero contrariamente a las expectativas los dos químicos entablaron amistad y mantuvieron una muy buena relación.

## Obra

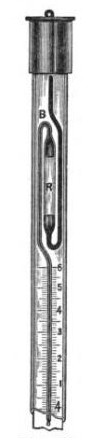
Dibujo de la parte superior de un termómetro diferencial de Beckmann.

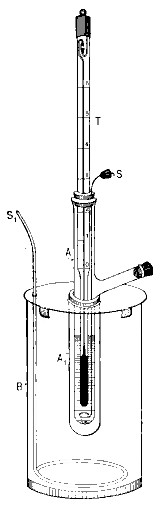
Dibujo del calorímetro de Ernst Beckmann.

Beckmann estudió una reacción que ya se conocía para discriminar entre aldehídos y cetonas. La reacción implicaba el uso de hidroxilamina para convertir benzofenona en cetoxima. El tratamiento de esta cetoxima con reactivos ácidos, como el pentacloruro de fósforo, dio lugar a una amida ácida sustituida. Este reacción se conoce como transposición de Beckmann.
En 1887, Wilhelm Ostwald se trasladó a Leipzig y Beckmann pasó a ser su asistente. Beckmann utilizó técnicas de ebulloscopía (elevación del punto de ebullición) y crioscopía (depresión del punto de congelación) para determinar masas moleculares de diversas sustancias. Estas medidas requieren una precisa determinación de las diferencias de temperatura, en lugar de valores absolutos, y para logarlo Beckmann diseñó un calorímetro e inventó el termómetro diferencial que lleva su nombre (termómetro diferencial de Beckmann). La mejora fue bastante significativa respecto al método inicial de François Marie Raoult, tanto que el método de Beckmann se convirtió en el utilizado en los laboratorios químicos. No obstante, a finales del siglo XX, estas técnicas fueron ampliamente superadas por las determinaciones de masas moleculares mediante instrumentación electrónica.
Fue durante esta época de trabajo con Ostwald en Leipzig cuando Beckmann descubrió que el sodio y la benzofenona reaccionan en éter seco para producir una solución de color azul, que ahora se sabe que sucede a causa de la formación de radicales. Esta reacción sigue siendo un estándar entre los químicos que investigan el estado anhidro de disolventes.
Beckmann pasó un año trabajando en la Universidad de Giessen y después en la Universidad de Erlangen, pero en 1897 regresó a Leipzig por tercera vez como Director del Laboratorio de Química Aplicada. En 1912 se le encomendó la dirección del recién fundado Instituto Kaiser Wilhelm de Química. Aceptó la oferta y se mudó a Berlín el 1 de abril de 1912, donde permaneció hasta su jubilación en octubre de 1921. Posteriormente se le permitió utilizar un laboratorio en el instituto, y volvió a trabajar en la transposición de Beckmann y en las medidas de las propiedades físicas de las soluciones.

### Algunas publicaciones
- Über die Oxydationsprodukte der Dialkylsulfide und ähnlicher Verbindungen. 1878

- Das neubegrundete Laboratorium für angewandte Chemie an der Universität Leipzig. 1899, 2009

- Neue vorrichtungen zum färben nichtleuchtender flammen (Spektrallampen). 1901

- Johannes Wislicenus. 1905

- Studien zur ebullioskopischen Bestimmung von Molekulargewichten. 1907

- Studien über Schwefel, Selen und Tellur. 1913

- Chemische Bestimmungen des Nährwertes von Holz und Stroh: nach gemeinsamen Versuchen mit W. Lenz und E. Bark. 1914

- Verfahren zur Prüfung der Luft auf Gehalt an brennbaren Stoffen: nach gemeinsamen Versuchen mit Kurt Steglich. 1914

- Verfahren zur Herstellung eines Futtermittels aus Stroh: patentiert im Deutschen Reiche vom 2. Februar 1919 ab ; Reichspatentamt Patentschrift Nr. 354822, Klasse 53g, Gruppe 4 (B88 353 IV/ 53g). 1919

- Gerät zur Übermittlung von geheimen Lichtsignalen. 1920

- Physikalisch-chemische Charakterisierung des Lignins aus Winterroggenstroh. 1921

- Erweiterung der Ebullioskopie und ihrer Anwendung auf binäre Gemische: theoretischer Teil. 1921

- Die Veredlung von Getreidestroh und Lupinen zu hochwertigen Futtermitteln. 1921

- Zum Hofmannschen Abbau der Säureamide in Amine. 1922

## Literatura
- Hermann Haupt, Georg Lehnert. Chronik der Universität Gießen, 1607–1907. Verlag Alfred Tölpelmann, Gießen 1907, pp. 53

- Herrmann A. L. Degener: Wer ist’s. Unsere Zeitgenossen – Zeitgenossenlexikon. Selbstverlag, Leipzig 1908, pp. 73